# Cladomyrma yongi
Cladomyrma yongi är en myrart som beskrevs av Agosti, Moog och Maschwitz 1999. Cladomyrma yongi ingår i släktet Cladomyrma och familjen myror. Inga underarter finns listade i Catalogue of Life.

## Bildgalleri

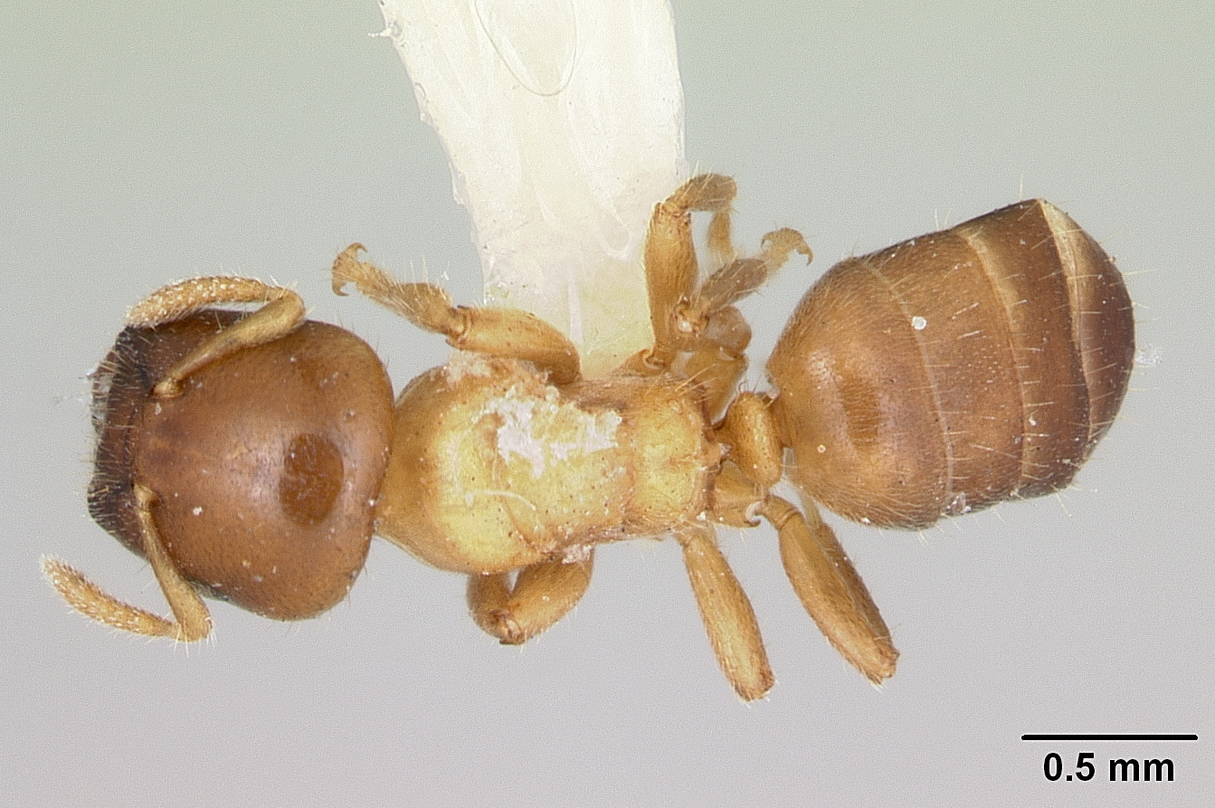
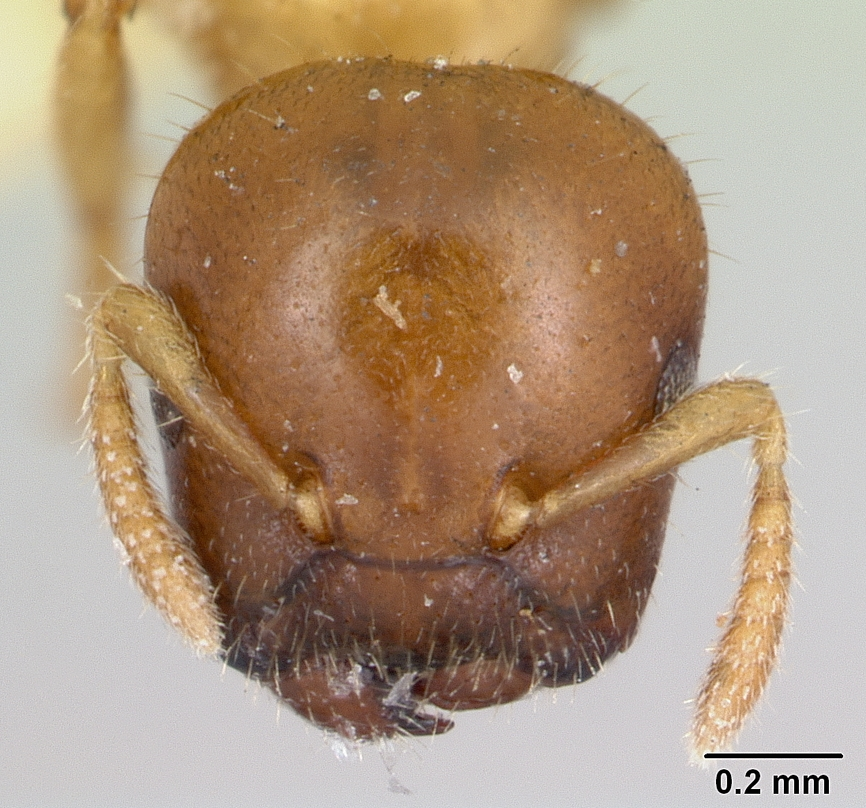
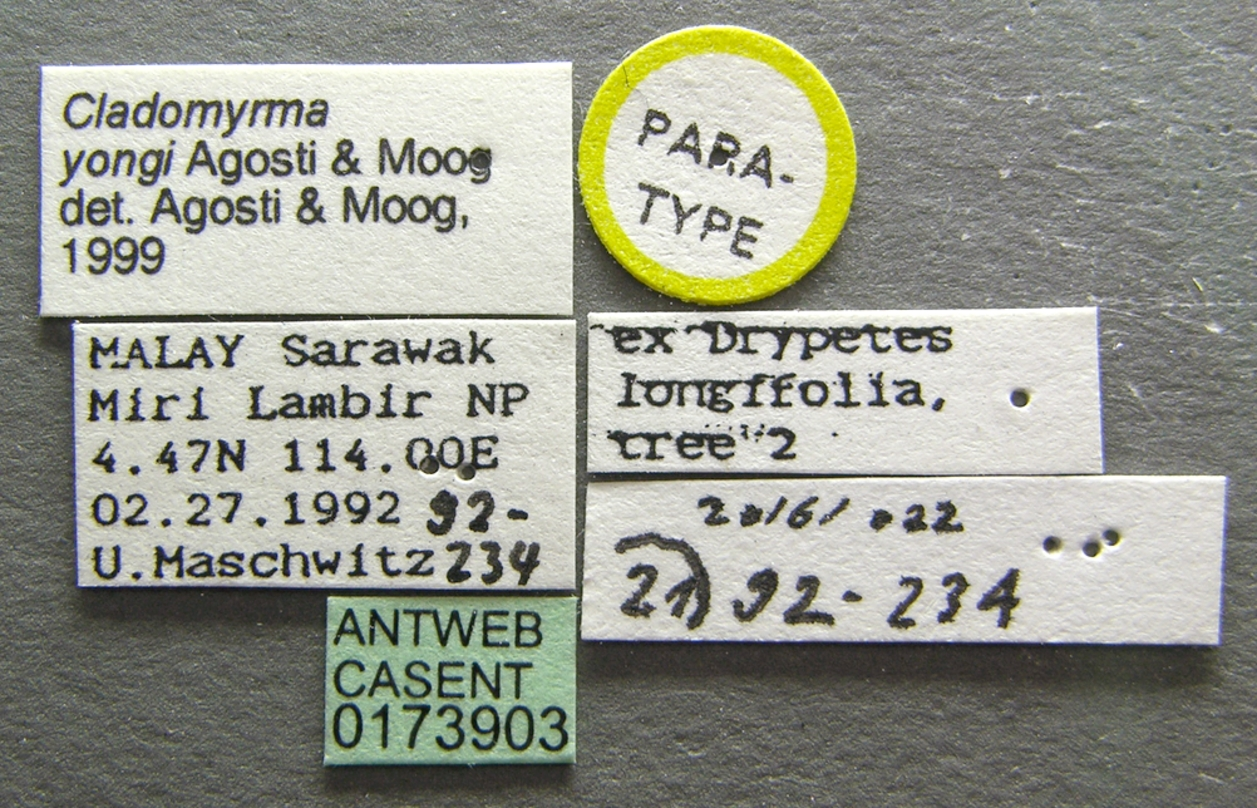
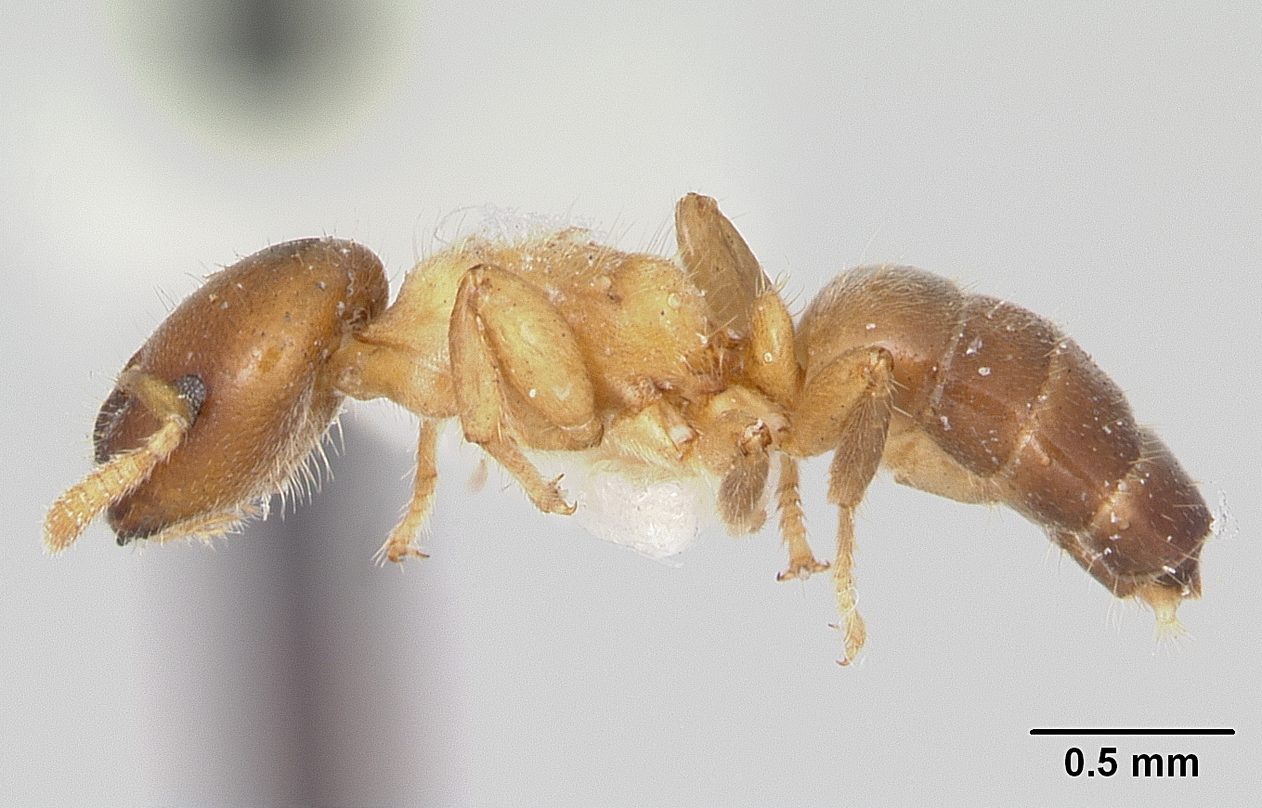
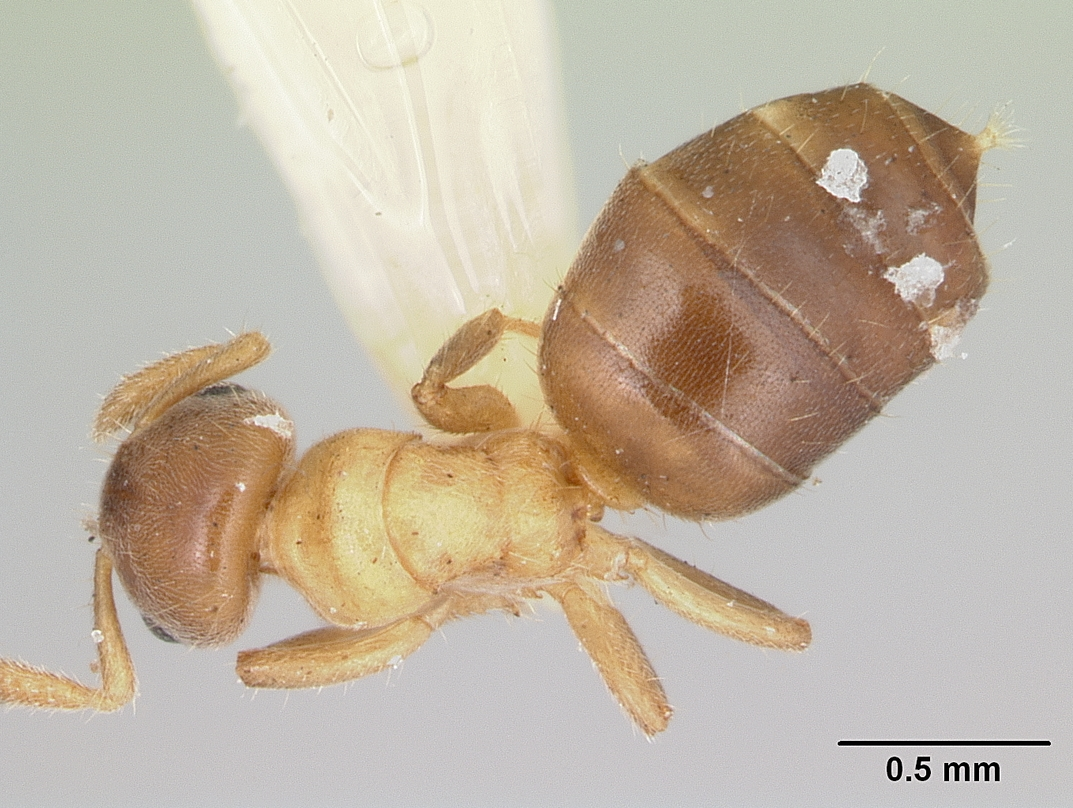
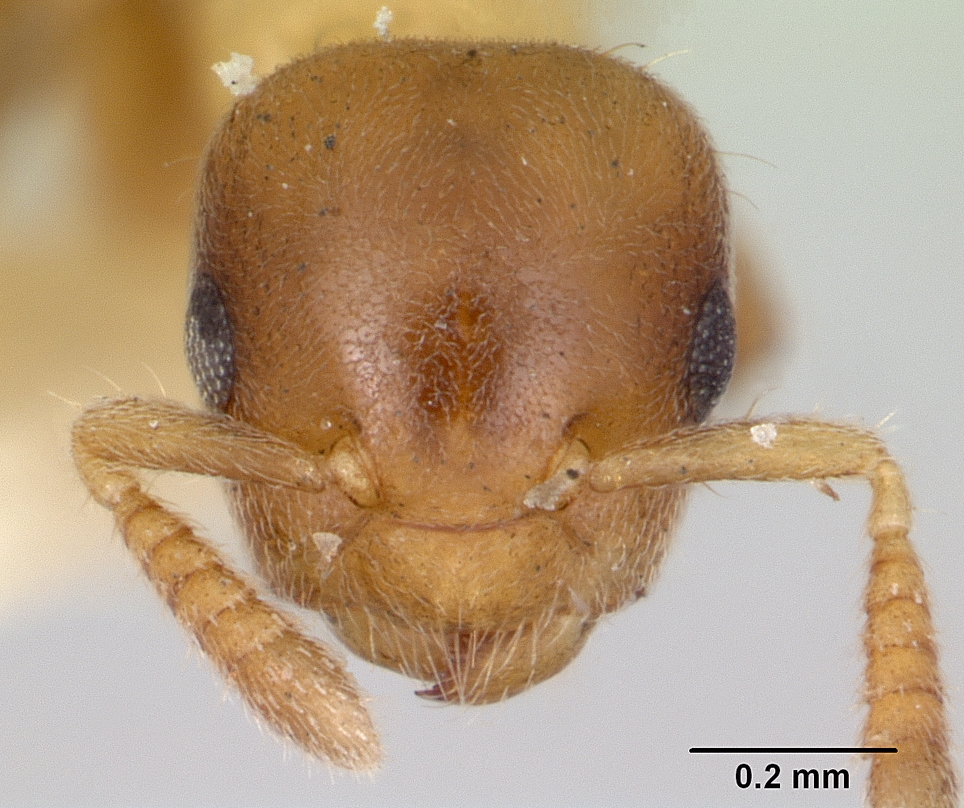